# Avions Pierre Robin
L'Avions Pierre Robin (conosciuto anche come Avions Robin o Centre Est Aeronautique) era un'azienda aeronautica francese specializzata in velivoli destinati all'aviazione generale.
Fondato nell'ottobre 1957 con un centro di produzione a Darois (vicino a Digione) da Pierre Robin e Jean Délémontez (ingegneri della Jodel) la ditta è stata acquistata nel 1988 dalla Apex Aircraft.

## Aerei prodotti
- Robin Aiglon
- Robin R2000
- Robin R3000
- Robin ATL
- Robin DR300
- Robin DR340
- Robin DR400, ancora in produzione nello stabilimento di Dijon-Darois.
- Robin HR100
- Robin HR200

L'Apex Aircraft ha ribattezzato il Robin R2000 Alpha 2000 e ne ha spostato la produzione a Hamilton (Nuova Zelanda).